# Garden Island (Michigan)
Pour les articles homonymes, voir Garden Island.
Garden Island est une île inhabitée de 20 km2 située dans l'archipel Beaver Island (Lake Michigan) au nord du Lac Michigan. Elle appartient presque entièrement à l'État américain du Michigan et est supervisé par le ministère des ressources naturelles du Michigan (DNR) dans le cadre de la zone de recherche sur la faune de l'État de Beaver Islands. Elle est accessible par bateau privé. Le nom amérindien (langue ojibwée) de l'île est Minis Gitigaan, qui est devenu Garden Island par traduction directe. Le cimetière amérindien de l'île a été inscrit au registre national des lieux historiques en mars 1978.

## Histoire
La longueur maximale de Garden Island, du nord-ouest au sud-est, est d'environ 8 km. Actuellement, l'île n'est pas habitée toute l'année ; historiquement, cette île a été le foyer de nombreux Anichinabés. Certains de ces insulaires indigènes vivaient sur l'île toute l'année, et d'autres y habitaient pendant les mois les plus chauds. Un nombre croissant d'Anichinabés du continent et de Beaver Island possédaient des fermes sur l'île Garden après les traités de 1836 et 1847, où ils cultivaient du maïs et des courges. D'autres Anichinabés travaillaient comme pêcheurs. Cette colonie autochtone s'est réduite au début des années 1900, la plupart de ses membres ayant déménagé. La plupart des terres sont revenues à l'État du Michigan en raison du non-paiement des impôts sur la propriété. L'État n'a jamais expliqué correctement aux insulaires la loi relative à l'impôt foncier. D'autres parcelles de terre ont été abandonnées. Le dernier résident de Garden Island, Peter Monatou, est mort dans les années 1940.
Une grande partie de la forêt primaire a été coupée et sciée par une scierie éphémère qui a fonctionné sur l'île en 1912-1913. Une petite ville, devenue une véritable ville fantôme, a été construite près de la scierie et nommée "Success", dans le Michigan.
En 1978, Garden Island a été le lieu de l'apogée d'un projet de scoutisme plus large appelé "Scouts on Survival "78. 48 éclaireuses âgées de 15 à 18 ans ont été amenées à l'université d'État du Michigan pour étudier les techniques de survie. Après deux semaines de cours, les filles ont passé une semaine au Rose Lake Park pour mettre en pratique leurs nouvelles compétences, puis une semaine à Garden Island. Sur Garden Island, elles ont été placées par groupes de 8, chaque fille n'ayant qu'un couteau, du silex et de l'acier, et une couverture spatiale. Les filles ont survécu en construisant des appuis, en posant des pièges, en pêchant avec des hameçons et de la ficelle faits à la main, et en cherchant des plantes sauvages. 

## Terrain
Garden Island est entourée d'eaux relativement fraîches et peu profondes, ce qui en fait une zone idéale pour la pêche sportive et commerciale. L'île elle-même est relativement basse et parsemée de nombreux étangs et zones humides. L'île est bien connue pour ses herbes et ses plantes de zones humides rares et menacées. 

## Religion
Bien que l'île soit actuellement inhabitée toute l'année, un cimetière autochtone de l'île, le Garden Island Indian Cemetery, est toujours en activité et contient plus de 3 500 sépultures, la plupart non marquées. Le cimetière se distingue par un certain nombre de "maisons des esprits" marquant les lieux de sépulture. Le terrain du cimetière est la propriété d'un groupe à but non lucratif qui veille à ce que le site soit protégé et ouvert à tous les peuples autochtones. 

## Résident notable
- Keewaydinoquay Peschel (en)